# Liste der ehemaligen Nebendarsteller von In aller Freundschaft
Diese Liste der ehemaligen Nebendarsteller von In aller Freundschaft enthält eine Aufzählung der ehemaligen Nebendarsteller der deutschen Fernsehserie In aller Freundschaft. Für die Aufnahme in diese Liste gilt die „Drei-Episoden-Regel“, die als Mindestanforderung angesehen wird. Die Sortierung erfolgt nach der Reihenfolge des letzten Auftritts.
(Stand: 1. Juli 2025)
| Schauspieler             | Rolle                       | Bemerkungen | Episoden | Zeitraum                                                              |
| ------------------------ | --------------------------- | --- | --- | --------------------------------------------------------------------- |
| Igor Jeftić              | Christoph Stark             | Unfallopfer und Patient; Freund von Tina Wallbert | 1–4 | 1998                                                                  |
| Cornelia Gröschel        | Franzi Moers                | Waisenkind; wird zur Fast-Adoptivtochter von Maia Dietz und Nicolas Claasen | 2–16 | 1998–1999                                                             |
| Simon Licht              | Daniel Wander               | Architekt Lebensgefährte von Nicolas Claasen | 7–15 | 1998–1999                                                             |
| Thomas Franz             | Herr Grabowski              | Reiterhofbesitzer | 2–17 | 1998–1999                                                             |
| Barbara Geiger           | Elke Lohnhardt              | Physiotherapeutin | 1–21 | 1998–1999                                                             |
| Dieter Mann              | Konrad Gerber               | Verehrer und Ex-Freund von Charlotte Gauß | 27–29 | 1999                                                                  |
| Gadji Alibo              | Sammy Benour                | Afrikanischer Medizinstudent | 32–36 | 1999                                                                  |
| Claudio Maniscalco       | Axel Bentheim               | Radrennfahrer und Patient Ex-Freund von Maia Dietz; Vater ihres Kindes | 40–46 | 1999                                                                  |
| Carmen-Maja Antoni       | Else Bittner                | Freundin von Charlotte Gauß | 37, 43, 52, 56, 59 | 1999–2000                                                             |
| Matthias Paul            | Felix Schuster              | Neffe von Charlotte Gauß; Ex-Freund von Sarah Marquardt | 17–23 | 1999                                                                  |
| Paul T. Grasshoff        | Felix Schuster              | Neffe von Charlotte Gauß; Ex-Freund von Sarah Marquardt | 59 | 2000                                                                  |
| Dorit Gäbler             | Ursula Fröse geb. Steinbach | Schwester von Pia Heilmann; Tochter von Friedrich Steinbach | 25, 36, 63 | 1999–2000                                                             |
| Uwe Zerbe                | Dr. Martin Konrad           | Vertretung von Dr. Roland Heilmann, als dieser in Zürich ist; will mit Hilfe von Sarah Marquardt Prof. Simoni in den Vorruhestand schicken und die Klinikleitung übernehmen | 76–80 | 2001                                                                  |
| Ron Holzschuh            | N. N.                       | Notarzt | 10–120 | 1999–2001                                                             |
| Dorothea Garlin          | Frau Krämer                 | Mitarbeiterin des Jugendamtes | 8, 11, 13 81 136 | 1999 2000 2002                                                        |
| Volker Lechtenbrink      | Dr. Christoph Hartmann      | Belegarzt, Facharzt für Gynäkologie | 155–157 | 2002                                                                  |
| Willy Schultes           | Georg Steinbach             | Bruder von Friedrich Steinbach; Onkel von Pia Heilmann und Ursula Fröse | 120, 121 164 | 2001 2002                                                             |
| Michael Lesch            | Dr. Christian Meyerhoff     | Vertretung von Chefarzt Dr. Roland Heilmann | 189–191 | 2003                                                                  |
| Andreas Herder           | Florian Posch †             | Pilot Lebensgefährte von Dr. Kathrin Globisch | 165–169 202–203 | 2003                                                                  |
| Stephan Ullrich          | Stefan Freud                | Psychologe Bekannter von Dr. Kathrin Globisch | 202–204 | 2003                                                                  |
| Ludwig Zimmeck           | Heiko Morell                | Sohn von Dr. Achim Kreutzer und Verena Morell | 198, 199, 221 | 2003–2004                                                             |
| Eva Maria Bayerwaltes    | Ruth Faust                  | Urlaubsvertretung für Oberschwester Ingrid | 177–179, 244 | 2003–2004                                                             |
| Beate Maes               | Anna Herrmanns              | Journalistin weilt für ein Interview mit Prof. Simoni in der Sachsenklinik und beide freunden sich an | 256–258 | 2005                                                                  |
| Sven Martinek            | Jan Berger                  | Berater für Radiologie-Technik Affäre von Dr. Kathrin Globisch; Ex-Freund von Dr. Elena Eichhorn, wohnt in Brüssel | 262–264 | 2005                                                                  |
| Dirk Galuba              | Harry Vorndran              | Affäre von Oberschwester Ingrid, lernen sich bei einem Workshop („Der goldene Herbst“) kennen, besitzt ein Gestüt, ist Witwer | 277–279 | 2005                                                                  |
| Thorsten Wolf            | Pfarrer Klaus Ahlers        | Hochzeit von Charlotte Gauß und Friedrich Steinbach Beerdigung von Otto Hansen (Studienfreund vom Prof. Dr. Gernot Simoni) traute Pia und Roland Heilmann zum zweiten Mal | 121 135 281 | 2001 2002 2005                                                        |
| Jürgen Reuter            | Harry Globisch †            | Vater von Dr. Kathrin Globisch; Vater von Dr. Niklas Ahrend; Großvater von Lukas und Hanna Globisch sowie Max Brentano; Ehemann von Eva Globisch; stirbt beim Joggen an Herzversagen (Nachricht des Todes in Episode 512) | 56, 57 113 326 | 2000 2001 2006                                                        |
| Gert Gütschow            | Prof. Dr. Günter Keller     | Ehemann von Bertha Finke; Kollege und guter Freund von Prof. Dr. Gernot Simoni | 38 55, 71 114 134–135, 144 208, 227 257, 288 294, 303, 313 | 1999 2000 2001 2002 2004 2005 2006                                    |
| Barbara Schöne           | Bertha Finke                | Ehefrau von Prof. Dr. Günter Keller | 251, 288 294, 303, 313 | 2005 2006                                                             |
| Robert Giggenbach        | Paul Andermatt              | Heilpraktiker; ehemaliger Lebensgefährte von Dr. Kathrin Globisch | 324–326 | 2006                                                                  |
| Tom Pauls                | Ottmar Wolf                 | ehemaliger Hausmeister der Sachsenklinik | 253–330 | 2005–2006                                                             |
| Janina Stopper           | Leonie Dannheim             | Ex-Verlobte von Jakob Heilmann; geht mit ihren Eltern nach Barcelona | 323, 327, 343 | 2006–2007                                                             |
| Tom Wlaschiha            | Daniel Lohmann              | Arzt an der Uniklinik Leipzig Freund von Dr. Philipp Brentano; Affäre von Sarah Marquardt; will zusammen mit Brentano eine eigene Praxis aufmachen, erkrankt an Multipler Sklerose und geht nach Indonesien | 246, 353, 354 | 2004–2007                                                             |
| Lutz Schäfer             | Dr. Christian Schäfer       | Notarzt Sohn von Artus Brenner; ehemaliger Freund von Yvonne Habermann | 22–369 | 1999–2007                                                             |
| Stefan Gubser            | Valentin Hoppe              | ehemaliger Lebensgefährte von Dr. Elena Eichhorn | 367–368, 378, 381 | 2007–2008                                                             |
| Inka Victoria Groetschel | Valerie Stein †             | Mutter von Marie Stein; Ex-Ehefrau von Dr. Martin Stein; Ex-Verlobte von Stefan Beck; stirbt bei einem Reitunfall | 311, 328 | 2006                                                                  |
| Jany Tempel              | Valerie Stein †             | Mutter von Marie Stein; Ex-Ehefrau von Dr. Martin Stein; Ex-Verlobte von Stefan Beck; stirbt bei einem Reitunfall | 385–386 | 2008                                                                  |
| Georges Claisse          | Gerald Fresemann            | Ex-Verlobter von Barbara Grigoleit | 382–414 | 2008                                                                  |
| Iris Böhm                | Dr. Christina Buchmann †    | Psychotherapeutin Mutter von Lisa Schroth; Lebensgefährtin von Dr. Martin Stein; ehemalige Lebensgefährtin von Viktor Schroth; Ex-Affäre von Dr. Roland Heilmann; kommt in Afrika bei einem Flugzeugabsturz ums Leben (Nachricht des Todes in Episode 432) | 84–85 388–425 | 2000 2008–2009                                                        |
| Till Demtrøder           | Benjamin Wittenberg †       | Rechtsanwalt Bräutigam von Sarah Marquardt; bricht in dem Moment, als er das Ja-Wort geben soll, in der Kirche aufgrund eines Herzinfarktes und eines rupturierten Aneurysmas zusammen und stirbt wenig später im OP der Sachsenklinik | 419–426 | 2009                                                                  |
| Alexandra Seefisch       | Madeleine Hagen             | Sachbearbeiterin in der Sachsenklinik wird von Sarah Marquardt eingestellt, um gegen Roland und Pia Heilmann zu intrigieren; verliebt sich in den Patienten Ingo Rottmann | 430–432 | 2009                                                                  |
| Kristian Kiehling        | Dr. David Engel             | Vertretung von Barbara Grigoleit als Sekretär; Facharzt der Chirurgie Ex-Freund von Arzu Ritter | 433–437 | 2009                                                                  |
| Anna Kubin               | Carola Cleven               | Ex-Freundin von Dr. Philipp Brentano | 445–447 | 2009                                                                  |
| Klaus Schindler          | Prof. Dr. Gunter Mensing †  | arbeitete im Institut für Regenerative Forschung, betrügt mit Hilfe von Vera Bader Roland Heilmann um dessen Forschungsergebnisse, nach Auffliegen des Betrugs will er sich bei Dr. Heilmann entschuldigen, steckte jedoch mit einer brennenden Zigarette das Haus der Heilmanns in Brand und verstirbt während der Not-OP; ehemaliger Schulfreund von Dr. Roland Heilmann; Ehemann von Evelyn Mensing, Affäre von Dr. Vera Bader | 455–458 468–486 | 2009 2010                                                             |
| Cay Helmich              | Evelyn Mensing              | Ehefrau, spätere Witwe von Prof. Dr. Gunter Mensing | 484–486 | 2010                                                                  |
| Max Gertsch              | Dr. Frank Lorenz            | Belegarzt, Facharzt der Pädiatrie und Neurologie | 505–533 | 2011                                                                  |
| Gian Rupf                | Tobias Wagner               | Entwicklungshelfer ehemaliger Lebensgefährte von Dr. Kathrin Globisch | 497 509, 519, 525, 534 | 2010 2011                                                             |
| Christoph Kottenkamp     | Thomas Jansen               | Physiotherapeut ehemaliger Ausbilder von Pia Heilmann | 465, 479 542 | 2010 2011                                                             |
| Helena Siegmund-Schultze | Jennifer Taubitz            | Mitschülerin von Marie Stein; stiftet sie zum Diebstahl von Medikamenten an | 544, 552, 571, 581, 582 | 2012                                                                  |
| Heidemarie Wenzel        | Eva Globisch †              | Mutter von Dr. Kathrin Globisch; Großmutter von Lukas und Hanna Globisch | 56–58, 62 271–272 298–301, 318, 324–326 471 512–540 559 588 | 2000 2005 2006 2010 2011 2012 2013                                    |
| Julia Gensel             | N.N.                        | Krankenschwester der chirurgischen Station | 361 496 541 562, 564, 579 593, 601 | 2007 2010 2011 2012 2013                                              |
| Annika Ernst             | Dr. Anne Wieland            | ehemalige Hygieneärztin und Mitarbeiterin des Gesundheitsdezernats, später Praktikantin im Notarztwagen und Assistenzärztin in der Chirurgie | 528–551 614 | 2011–2012 2013                                                        |
| Marina Krogull           | Susanne Vogel               | Verwaltungschefin der Ephesus-Klinik Ex-Kommilitonin von Dr. Rolf Kaminski | 593–594, 609, 621 | 2013                                                                  |
| Armin Marewski           | Christoph Mahler            | Prokurist ehemaliger Lebensgefährte von Dr. Elena Eichhorn; Vater von Sophie; nimmt ein Jobangebot in Australien an | 301–302 | 2006                                                                  |
| Francis Fulton-Smith     | Christoph Mahler            | Prokurist ehemaliger Lebensgefährte von Dr. Elena Eichhorn; Vater von Sophie; nimmt ein Jobangebot in Australien an | 596–617, 622 637–638 | 2013 2014                                                             |
| Aline Vasquez-Keller     | Rebecca Simoni              | Praktikantin in der Sachsenklinik, später Assistentin in der Verwaltung Tochter von Prof. Dr. Gernot Simoni; Mutter von Leon | 5 | 1998                                                                  |
| Alma Leiberg             | Rebecca Simoni              | Praktikantin in der Sachsenklinik, später Assistentin in der Verwaltung Tochter von Prof. Dr. Gernot Simoni; Mutter von Leon | 307–309 | 2006                                                                  |
| Melanie Isakowitz        | Rebecca Simoni              | Praktikantin in der Sachsenklinik, später Assistentin in der Verwaltung Tochter von Prof. Dr. Gernot Simoni; Mutter von Leon | 628, 647 | 2014                                                                  |
| Thorsten Wolf            | Werner Matschke             | Hausmeister in der Sachsenklinik, zuvor Installateur bei einer Rohrbaufirma | 519, 520, 528 578 610 637, 654 | 2011 2012 2013 2014                                                   |
| Martin Armknecht         | Wolfgang Gebert             | Sportartikelverkäufer ehemaliger Patient und Stalker von Pia Heilmann | 657–662 | 2014                                                                  |
| Vivien Joy Diebler       | Sophie Eichhorn             | Tochter von Dr. Elena Eichhorn und Christoph Mahler; zieht mit ihrer Mutter zu Christoph Mahler nach Australien | 378–387 | 2008                                                                  |
| Leni Johanna Trost       | Sophie Eichhorn             | Tochter von Dr. Elena Eichhorn und Christoph Mahler; zieht mit ihrer Mutter zu Christoph Mahler nach Australien | 574–638, (664) | 2012–2014                                                             |
| Mathias Herrmann         | Olaf Beck                   | Bauunternehmer Lebensgefährte von Yvonne Habermann | 625 634, 666 | 2013 2014                                                             |
| Sandra S. Leonhard       | Carolin ‚Caro‘ Strehle      | Ex-Freundin von Jakob Heilmann Nachricht der Trennung in Episode 719 | 438, 449, 453 478 549, 551, 579 604, 606 669 681 | 2009 2010 2012 2013 2014 2015                                         |
| Ralf Hentschel           | N.N.                        | Krankenhausbesucher | 648 685, 686 | 2014 2015                                                             |
| Claudia Mehnert          | Antonia Bach                | Lehrerin; unterrichtet Langzeitpatienten auf der Kinderstation Ex-Lebensgefährtin von Dr. Martin Stein und Nicole Lamprecht | 657–698 | 2014–2015                                                             |
| Timon Wloka              | Steffen Siebert             | Ex-Freund von Marie Stein Nachricht der Trennung in Episode 732 | 571, 581–582 613, 616–617 649–650 707 | 2012 2013 2014 2015                                                   |
| Ralf Hentschel           | N.N.                        | Krankenpfleger der chirurgischen Station | 697–708 | 2015                                                                  |
| Max König                | Clemens Manthey             | Assistent der Klinikleitung wird nach einem Trägerwechsel an eine andere Klinik versetzt | 675–710 | 2015                                                                  |
| Laura Louisa Garde       | Svenja Werth                | Schwester der chirurgischen Station | 730–732 | 2016                                                                  |
| Julia Schäfle            | Nadine Meyer                | Schwester der chirurgischen Station | 736–738 | 2016                                                                  |
| Sulaika Lindemann        | Alia Jandali                | Schwester der chirurgischen Station im Praktikum kommt mit ihrem jüngeren Bruder als Flüchtling aus Syrien und geht kurze Zeit später dorthin, als ihre Eltern gefunden werden | 737, 739–741 | 2016                                                                  |
| Nele Schepe              | Elisabeth Große             | Schwesternschülerin der chirurgischen Station | 748–750 | 2016                                                                  |
| Nathalie Thiede          | Luka Ostberger              | Krebspatientin | 756–758 | 2017                                                                  |
| Sabine Vitua             | Monika Willbrandt           | Barbesitzerin und Patientin | 736, 738 761–762 | 2016 2017                                                             |
| Jonah Rausch             | Dominik Lorenz †            | Patient Sohn von Susanne und Leonhard Lorenz | 763, 769, 772, 773 | 2017                                                                  |
| Kai Ivo Baulitz          | Leonhard Lorenz             | Ehemann von Susanne Lorenz; Vater von Dominik Lorenz | 763, 769, 772, 773 | 2017                                                                  |
| Jaecki Schwarz           | Jürgen Strauber             | ehemaliger Gesundheitsdezernent, vormals Stellvertreter seines Vorgängers | 581 594, 609, 621, „Bis zur letzten Sekunde“ (Weihnachtsspecial) 655 737 775, 777                                                                                     | 2012 2013 2014 2016 2017                                              |
| Isabel Schosnig          | Susanne Lorenz              | Ehefrau von Leonhard Lorenz; Mutter von Dominik Lorenz | 763, 769, 772, 773, 778 | 2017                                                                  |
| Rike Schäffer            | Kerstin Heller              | Patientin und spätere Nachbarin von Dr. Roland Heilmann | 658 790, 792 | 2014 2017                                                             |
| Moritz Lindbergh         | Steffen Frahm               | Referent im Gesundheitsministerium; zuvor Leipziger Gesundheitsdezernent ehemaliger Lebensgefährte von Yvonne Habermann; Affäre von Dr. Kathrin Globisch | 313–494 514 795 796, 798 | 2006–2010 2011 2017 2018                                              |
| Maja Lehrer              | Franzi Wilde                | Kindermädchen für Oskar, Max und Pauline Brentano verliebt in Dr. Philipp Brentano; Ex-Freundin von Christopher Haas | 523–552 723–802 | 2012 2016–2018                                                        |
| Jochen Matschke          | Felix Sonntag               | IT-Experte an der Sachsenklinik Ex-Freund von Sarah Marquardt; Sohn von Richard Noll | 751–804 | 2016–2018                                                             |
| Susan Hoecke             | Sophia Müller               | Ex-Freundin von Dr. Martin Stein | 761–804 | 2017–2018                                                             |
| Heio von Stetten         | Alexander Weber             | ehemaliger Sachgebietsleiter des Klinikverbundes Abaris Ex-Verlobter von Dr. Kathrin Globisch; Vater von Moritz Weber; Ex-Mann von Prof. Dr. Maria Weber; ist von Episode 711 bis 736 nach einem Unfall in Reha und hat eine neue Arbeitsstelle angetreten, flieht wegen Steuerhinterziehung aus Leipzig nach Holland, kommt zurück und wird zu fünf Jahren Haft verurteilt | 641–710 737–780, 796–797, 806 | 2014–2015 2016–2018                                                   |
| Daniel Krauss            | Fabian Althaus              | Sohn von Dr. Rolf Kaminski und Christiane Kaminski geb. Althaus (nahm nach dem Tod der Mutter deren Mädchennamen an); Bruder von Anna; Ex-Lebensgefährte von Elisabeth Römer; Ehemann von Mae Althaus; Vater von Jack; zieht mit seiner Frau nach Australien | 370 403 481 505 550 595 809 | 2007 2008 2010 2011 2012 2013 2018                                    |
| Roman Petermann          | Notarzt                     | Notarzt; Facharzt der Anästhesie | 424–815 | 2009–2018                                                             |
| Heikko Deutschmann       | Richard Noll                | Vater von Felix Sonntag; Ex-Affäre von Sarah Marquardt und Dr. Vera Bader | 784–832 | 2017–2018                                                             |
| Patrick Kalupa           | Jenne Derbeck †             | Freund von Dr. Lea Peters; Vater von Tim; stirbt nach Hilfeleistung bei einem Verkehrsunfall durch eine Explosion | 740–837 | 2016–2018                                                             |
| Henriette Nagel          | Wanda Schäfer               | Patientin von Dr. Rolf Kaminski | 825, 830 838, 849 | 2018 2019                                                             |
| Yun Huang                | Chen Mi Lan                 | Medizinstudentin im praktischen Jahr | 851–874 | 2019                                                                  |
| Aaron Koszuta            | Florian Klein               | Medizinstudent im praktischen Jahr fliegt als Hochstapler mit einem gefälschten zweiten Staatsexamen auf | 851–875 | 2019                                                                  |
| Kristian Frach           | Aljoscha Ewert              | Medizinstudent im praktischen Jahr | 851–877 | 2019                                                                  |
| Sophie Hess              | Claudia Haller              | Medizinstudentin im praktischen Jahr | 863–877 | 2019                                                                  |
| Theo Neubacher           | Tim Peters                  | Sohn von Dr. Lea Peters und Jenne Derbeck | 781–879 | 2017–2019                                                             |
| Paul Stiehler            | Nils Winter                 | Physikstudent Herzpatient von Dr. Roland Heilmann; Ex-Freund von Lisa Schroth; verbringt ein Auslandsjahr in Chile; One-Night-Stand von Emma Brückner | 825–842 | 2018–2019                                                             |
| Yannic Eilers            | Nils Winter                 | Physikstudent Herzpatient von Dr. Roland Heilmann; Ex-Freund von Lisa Schroth; verbringt ein Auslandsjahr in Chile; One-Night-Stand von Emma Brückner | 898–900 | 2020                                                                  |
| Guido Broscheit          | Tobias Rauch                | Patient, Verehrer und Stalker von Sarah Marquardt | 895–906 | 2020                                                                  |
| Katharina Schubert       | Gabriele Hagen              | ehemalige Lebensgefährtin von Dr. Hans-Peter Brenner | 500–501 504, 542–543 554 907 | 2010 2011 2012 2020                                                   |
| Monika Lennartz          | Luise Brenner               | Mutter von Dr. Hans-Peter Brenner, Ex-Lebensgefährtin von Richard Wissler, Horst Steighöfer und Wolfgang Stöcker | 376 402 419 542 611 767–773 846–907 | 2007 2008 2009 2011 2013 2017 2019–2020                               |
| Tamara Rohloff           | Dr. Konstanze Brinkmann     | Fachärztin für Neonatologie und Fetalchirurgie lebt und arbeitet in Halle; Ex-Kommilitonin von Dr. Roland Heilmann | 810 843, 847 908 | 2018 2019 2020                                                        |
| Katrin Ingendoh          | Alexandra Seier             | Kollegin und Freundin von Katja Brückner | 841–872 910 | 2019 2020                                                             |
| Esther Esche             | Dr. Sylvia Jessel           | Leiterin und Ärztin eines Demenzbauernhofs ehemalige Dozentin von Dr. Hans-Peter Brenner | 928–930, 940–941 | 2021                                                                  |
| Kasimir Brause           | Hanno Brückner              | Sohn von Katja und Stefan Brückner; Bruder von Emma Brückner; zieht zu seinem Vater nach Berlin | 856–942 | 2019–2021                                                             |
| Vivien Sczesny           | Emma Brückner               | Tochter von Katja und Stefan Brückner; Schwester von Hanno Brückner; One-Night-Stand von Nils Winter; lebt in einer WG mit Lisa Schroth | 866–942 | 2019–2021                                                             |
| Karin Oehme              | Elfriede Machold            | Großmutter von Rieke Machold | 865, 867 948 | 2019 2021                                                             |
| René Steinke             | Stefan Brückner             | Ehemann von Katja Brückner; Vater von Hanno und Emma Brückner | 902–904 950 | 2020 2021                                                             |
| Henriette Zimmeck        | Marie Stein †               | Tochter von Valerie und Dr. Martin Stein; Enkelin von Mechthild und Otto Stein; Mutter von Klara Stein; Ex-Freundin von Steffen Siebert; zieht zwecks Berufsausbildung zur Erzieherin nach Köln; stirbt an den Folgen eines Schlaganfalls ausgelöst durch das Moya-Moya-Syndrom | 311–750 838 | 2006–2016 2019                                                        |
| Jule-Marleen Schuck      | Marie Stein †               | Tochter von Valerie und Dr. Martin Stein; Enkelin von Mechthild und Otto Stein; Mutter von Klara Stein; Ex-Freundin von Steffen Siebert; zieht zwecks Berufsausbildung zur Erzieherin nach Köln; stirbt an den Folgen eines Schlaganfalls ausgelöst durch das Moya-Moya-Syndrom | 944–953 | 2021                                                                  |
| Melanie Huszka           | Sandra Funke                | Polizeimeisterin Ausbilderin von Jonas Heilmann | 852, 865 906 | 2019 2020                                                             |
| Janina Elkin             | Sandra Funke                | Polizeimeisterin Ausbilderin von Jonas Heilmann | 961 | 2022                                                                  |
| Astrid M. Fünderich      | Katja Marquardt             | Tochter von Hildegard Marquardt; Schwester von Sarah; Tante von Bastian | 371 415 425–426 703 977 | 2007 2008 2009 2015 2022                                              |
| Tom Jahn                 | Michael Linse †             | Vergewaltiger von Dr. Kathrin Globisch; Sohn von Marlies Böhmer; Vater von Hanna Globisch; stirbt nach einem Verkehrsunfall an schwerwiegenden Verletzungen (Hirntod), wird Organspender und spendet unter anderem Hanna seine Leber | 382–383 818–819 952, 954 976–977 | 2008 2018 2021 2022                                                   |
| Ursula Werner            | Marlies Böhmer              | Mutter von Michael Linse; Großmutter von Hanna Globisch | 818–819 897 952, 954 977–978 | 2018 2020 2021 2022                                                   |
| Sema Meray               | Sevim Ritter                | Ehefrau von Klaus Ritter; Mutter von Arzu; Schwiegermutter von Dr. Philipp Brentano; Großmutter von Stella, Oskar, Max und Pauline | 172 290 305 386 527 578 626–627 765 989 | 2003 2005 2006 2008 2011 2012 2013 2017 2022                          |
| Johannes Hallervorden    | Moritz Weber                | Sohn von Alexander und Prof. Dr. Maria Weber | 681 760–782 | 2015 2017                                                             |
| Justus Czaja             | Moritz Weber                | Sohn von Alexander und Prof. Dr. Maria Weber | 993 | 2022                                                                  |
| Moritz von Zeddelmann    | Dr. Clemens Seidel          | Facharzt der Inneren Medizin und Gesundheitsdezernent der Stadt Leipzig | 881–996 | 2020–2022                                                             |
| Richard Manualpillai     | Yaris Sujan                 | leiblicher Vater von Klara Stein | 979–981, 997 | 2022                                                                  |
| Tom Mikulla              | Simon Haas                  | Vater von Christopher Haas; Ex-Ehemann von Sylvia Haas | 703 721, 734–735 806–807 998 | 2015 2016 2018 2022                                                   |
| Claudia Wenzel           | Dr. Vera Bader †            | ehemalige Verwaltungsleiterin des Marienhospitals, nach einer Fusion auch in der Sachsenklinik; arbeitete später im Institut für Regenerative Forschung; Assistentin des Gesundheitsdezernenten, danach seine Nachfolgerin Ex-Affäre von Dr. Rolf Kaminski, Prof. Dr. Gunter Mensing und Richard Noll; erkrankt im Verlauf der Serie an Demenz, zieht auf den Demenzbauernhof von Dr. Sylvia Jessel und verstirbt an den Folgen der Demenz in der Sachsenklinik                                                                        | 397–404 454–459 468, 472, 484–486 520, 529 581 593–594, 598, 609, 619, 621 775, 777, 788 797–798, 818, 832 877–879 881–888 914–916, 928–930, 940–941 992–993 999–1000 | 2008 2009 2010 2011 2012 2013 2017 2018 2019 2020 2021 2022 2023      |
| Ella Zirzow              | Lisa Schroth                | Tochter von Dr. Christina Buchmann und Dr. Roland Heilmann; Stieftochter von Pia Heilmann und Dr. Kathrin Globisch; Halbschwester von Alina und Jakob; Tante von Jonas; Stiefschwester von Lukas und Hanna Globisch; Stiefnichte von Dr. Niklas Ahrend; Stiefcousine von Max Brentano; Ex-Freundin von Nils Winter; lebt in einer WG mit Emma Brückner; geht für ein Auslandsjahr nach Wien | 388–1000 | 2008–2023                                                             |
| Daniel Wiemer            | Frank Heller                | Ehemann von Nadine Heller; Vater von Moritz und Felicia Heller | 920–924 1030 | 2021 2023                                                             |
| Julia-Maria Köhler       | Nadine Heller               | Freundin von Katja Brückner; Ehefrau von Frank Heller; Mutter von Moritz und Felicia Heller | 920–924, 935 1030 | 2021 2023                                                             |
| Rolf Kanies              | Klaus Ritter                | Ehemann von Sevim Ritter; Vater von Arzu; Schwiegervater von Dr. Philipp Brentano; Großvater von Stella, Oskar, Max und Pauline | 172 290 305 386 578 626–627 765 860–861 908, 910 988–989 1031 | 2003 2005 2006 2008 2012 2013 2017 2019 2020 2022 2023                |
| Nina Weniger             | Sylvia Haas                 | Mutter von Christopher Haas; Ex-Ehefrau von Simon Haas | 735 806–807 1032 | 2016 2018 2023                                                        |
| Berit Vander             | Vanessa Ewerbeck †          | Patientin Tochter von Jürgen Ewerbeck, stirbt an inneren Blutungen nach einer OP | 1035–1039 | 2023–2024                                                             |
| Patrick von Blume        | Jürgen Ewerbeck †           | Vater von Vanessa Ewerbeck; Freund von Dr. Martin Stein, begeht Suizid | 1035–1041 | 2023–2024                                                             |
| Luca Zamperoni           | Freddy Kerr                 | Koch ehemaliger Mitbewohner und One-Night-Stand von Dr. Kathrin Globisch | 390–452, 454 464–491 1048 | 2008–2009 2010 2024                                                   |
| Joone Dankou             | Mika Freitag                | Freundin von Hanna Globisch | 1049–1051 | 2024                                                                  |
| Julia E. Lenska          | Romy Ziehden                | CT-Technikerin; One-Night-Stand von Dr. Ilay Demir; sitzt zunächst im Rollstuhl, kann nach einer OP wieder laufen | 1054–1055, 1060, 1066 | 2024                                                                  |
| Nick Uhlemann            | Lukas Globisch              | Sohn von Dr. Kathrin Globisch und Guido Sperling; Ehemann von Rachel; Halbbruder von Hanna; Enkel von Eva und Harry Globisch; Neffe von Dr. Niklas Ahrend; Cousin von Max Brentano; Stiefsohn von Dr. Roland Heilmann; Stiefbruder von Alina Heilmann, Jakob Heilmann und Lisa Schroth; Stiefonkel von Jonas Heilmann; kehrt in Episode 1030 aus den USA nach Leipzig zurück und fliegt in Episode 1035 wieder zurück in die USA; kehrt in Episode 1069 erneut aus den USA nach Leipzig zurück und fliegt in Episode 1070 nach England | 42–91 | 1999–2001                                                             |
| Jan Draeger              | Lukas Globisch              | Sohn von Dr. Kathrin Globisch und Guido Sperling; Ehemann von Rachel; Halbbruder von Hanna; Enkel von Eva und Harry Globisch; Neffe von Dr. Niklas Ahrend; Cousin von Max Brentano; Stiefsohn von Dr. Roland Heilmann; Stiefbruder von Alina Heilmann, Jakob Heilmann und Lisa Schroth; Stiefonkel von Jonas Heilmann; kehrt in Episode 1030 aus den USA nach Leipzig zurück und fliegt in Episode 1035 wieder zurück in die USA; kehrt in Episode 1069 erneut aus den USA nach Leipzig zurück und fliegt in Episode 1070 nach England | 96–289 | 2001–2005                                                             |
| Frederik Götz            | Lukas Globisch              | Sohn von Dr. Kathrin Globisch und Guido Sperling; Ehemann von Rachel; Halbbruder von Hanna; Enkel von Eva und Harry Globisch; Neffe von Dr. Niklas Ahrend; Cousin von Max Brentano; Stiefsohn von Dr. Roland Heilmann; Stiefbruder von Alina Heilmann, Jakob Heilmann und Lisa Schroth; Stiefonkel von Jonas Heilmann; kehrt in Episode 1030 aus den USA nach Leipzig zurück und fliegt in Episode 1035 wieder zurück in die USA; kehrt in Episode 1069 erneut aus den USA nach Leipzig zurück und fliegt in Episode 1070 nach England | 1030–1033, 1035 1069–1070 | 2023 2024                                                             |
| Isabel Bongard           | Jacqueline ‚Jacky‘ Wolff    | leibliche Mutter von Cosmo Wolff | 1005 1071–1072 | 2023 2024                                                             |
| Dirk Schoedon            | Udo von Wackerstein         | Makler Verkäufer im Möbelhaus Vertreter für Staubsauger Veranstaltungsplaner Gebrauchtwagenhändler Fitnesstrainer und Ernährungsberater Workshopleiter Restaurantbetreiber Kellner im „Charlotto“ Umzugsplaner Standesbeamter Vertreter für medizinischen Fachbedarf Patient und später Pächter der Cafeteria Patient und Schornsteinfeger Patient und Betreiber einer Hundepension Trauerredner Manager | 174 214, 223 232 255, 261, 277 300 355, 380 489 515 584 749 921 983–984 1000 1075, 1077                                                                               | 2003 2004 2005 2006 2007 2008 2010 2011 2012 2016 2021 2022 2023 2024 |
| Michael Raphael Klein    | Darren Macneil              | Physiotherapeut leidet an Multipler Sklerose, kündigt und verlässt Leipzig in Richtung Schottland | 971–1024 1077 | 2022–2023 2024                                                        |
| David Korbmann           | Björn Lodinson              | Pathologe Verlobter von Lilly Phan | 1066 1077–1079 | 2024 2025                                                             |
| Doris Kunstmann          | Hildegard Marquardt         | Mutter von Katja und Sarah Marquardt; Großmutter von Bastian | 214 415 426 728, 751 952–954 1082 | 2004 2008 2009 2016 2021 2025                                         |
| Leslie-Vanessa Lill      | Jasmin Hatem                | Schwester der chirurgischen Station; vormals Krankenschwester in Ausbildung am Volkmann-Klinikum (Staffeln 22 bis 24) Tochter von Malik Hatem; Schwester von Sami Hatem; Ex-Affäre von Kris Haas; One-Night-Stand von Lukas Globisch, verlässt die Klinik, um Frauen mit sexuellen Missbrauchserfahrungen zu unterstützen | 978–1059 1088 | 2022–2024 2025                                                        |
| Liza Tzschirner          | Rieke Maria Machold         | Sportlehrerin am Albert-Schweitzer-Gymnasium Enkelin von Elfriede Machold; Ex-Ehefrau von Miriam Schneider; Pflegemutter von Cosmo Wolff; unterrichtet von Episode 986 bis 1008 im Rahmen eines Lehreraustausches in Peru, kehrt in Episode 1009 nach Leipzig zurück | 865–1014 1092 | 2019–2023 2025                                                        |
| Paulina Bittner          | Alice Meininger             | Tochter von Vera Bader | 1058, 1065 1092 | 2024 2025                                                             |
| N.N.                     | Oskar Brentano              | 2. Darsteller der Rolle Sohn von Arzu Ritter und Dr. Philipp Brentano; Bruder von Stella und Pauline; Halbbruder von Max; Enkel von Sevim Ritter, Klaus Ritter und Ulrich Brentano, geht auf ein Sportinternat | 501–548 | 2010–2012                                                             |
| Leonard Scholz           | Oskar Brentano              | 2. Darsteller der Rolle Sohn von Arzu Ritter und Dr. Philipp Brentano; Bruder von Stella und Pauline; Halbbruder von Max; Enkel von Sevim Ritter, Klaus Ritter und Ulrich Brentano, geht auf ein Sportinternat | 599–1028 1062, 1077, 1093 | 2013–2023 2024–2025                                                   |
| Axel Schreiber           | Mirko Hoffmann              | Bruder von Kai Hoffmann, Onkel von Emil Weber | 1095–1098 | 2025                                                                  |
| Bastian Gohla            | Bastian Marquardt           | 2., 3. und 4. Darsteller der Rolle Sohn von Sarah Marquardt und Carlo Schönberg; Enkel von Hildegard Marquardt; Neffe von Katja Marquardt; bester Freund von Jonas Heilmann; zieht nach Liverpool | 225–291 | 2004–2005                                                             |
| Franz Eichfeld           | Bastian Marquardt           | 2., 3. und 4. Darsteller der Rolle Sohn von Sarah Marquardt und Carlo Schönberg; Enkel von Hildegard Marquardt; Neffe von Katja Marquardt; bester Freund von Jonas Heilmann; zieht nach Liverpool | 292–346 | 2006–2007                                                             |
| Johann Lukas Sickert     | Bastian Marquardt           | 2., 3. und 4. Darsteller der Rolle Sohn von Sarah Marquardt und Carlo Schönberg; Enkel von Hildegard Marquardt; Neffe von Katja Marquardt; bester Freund von Jonas Heilmann; zieht nach Liverpool | 347–1016 1069 1100 | 2007–2023 2024 2025                                                   |
| Hansjürgen Hürrig        | Prof. Dr. Ewald Schulte †   | Vater von Ina Schulte, verstirbt an den Folgen der Demenz in der Sachsenklinik | 942 | 2021                                                                  |
| Jürgen Haug              | Prof. Dr. Ewald Schulte †   | Vater von Ina Schulte, verstirbt an den Folgen der Demenz in der Sachsenklinik | 1023 1098–1100 | 2023 2025                                                             |